# Herrenhaus Kaltenbrunner

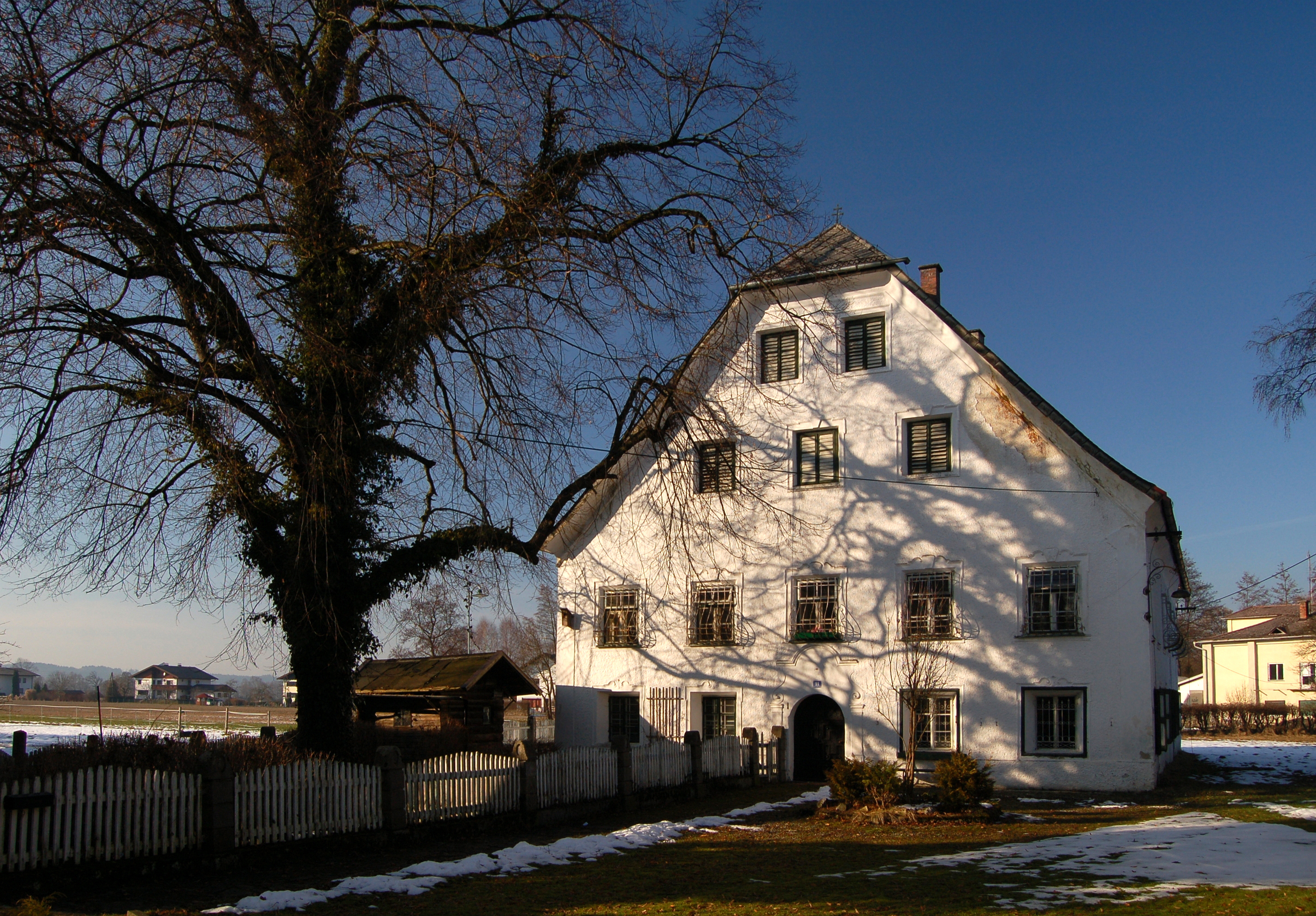
Die Hauptfassade des Herrenhauses Kaltenbrunner in Schalchen

Das Herrenhaus Kaltenbrunner in Schalchen, Oberösterreich, wurde 1742 im barocken Stil nach alten Plänen von Carlo Antonio Carlone erbaut und diente vorwiegend als repräsentativer Landsitz. 1887 zerstörte ein Feuer teilweise das Gebäude, das 1898 originalgetreu wieder aufgebaut wurde. 1904 kamen ein Pferdestall, ein Staudamm, eine Forellenzucht und eine Kapelle für zehn Personen im neugotischen Stil dazu. 1906 erwarb der ansässige Hammerwerkbesitzer Karl Kaltenbrunner das Gebäude, führte mehrere Umbauten durch und ließ es als Herrensitz deklarieren. Das Herrenhaus wurde im Jahr 2016 (bis auf die Kapelle und den Pferdestall) abgerissen.